# جوزف مک‌دانلد
جوزف پاتریک مک‌دانلد (انگلیسی: Joseph MacDonald؛ ‏ ۲۶ مهٔ ۱۹۰۶ – ۱۵ دسامبر ۱۹۶۸) فیلم‌بردار و عکاس اهل ایالات متحده آمریکا بود.
از فیلم‌هایی که وی در آن‌ها نقش داشته‌است، می‌توان به ساعات دلاوری طلای مکنا، چشم‌بند، دانه‌های شن، آلوارز کلی، سراب، تازه‌به‌دوران‌رسیده‌ها، دعوت از یک تیرانداز، فهرست آدریان مسنجر، پادشاهان خورشید، تاراس بولبا، وارلاک، شیرهای جوان، یک مشت باران، فراتر از واقع، نیزه شکسته، تایتانیک، چگونه می‌توان با یک میلیونر ازدواج کرد، جیب‌بر خیابان جنوبی، نیاگارا، خانه پر او. هنری، زنده‌باد زاپاتا!، به همان جوانی که حس می‌کنی، وحشت در خیابان‌ها، پینکی، آسمان زرد، شوک، کلمنتاین عزیزم و صدای بلند اشاره نمود.